# Edward Warren
Pour les articles homonymes, voir Warren.
Edward Warren est un réalisateur, acteur, producteur, directeur de la photographie et scénariste américain né en juin 1856 à Boston, Massachusetts (États-Unis), décédé le 3 avril 1930 à Los Angeles (États-Unis).

## Filmographie

### comme réalisateur
- 1912 : The Sewer
- 1912 : Micky's Pal
- 1912 : The Equine Spy
- 1912 : Dublin Dan
- 1913 : Kelly from the Emerald Isle
- 1914 : Humanity in the Rough
- 1914 : Enmeshed by Fate
- 1914 : A Beggar Prince of India
- 1915 : The Adventures of a Boy Scout
- 1915 : Divorced
- 1917 : The Warfare of the Flesh
- 1917 : The Weavers of Life
- 1919 : Thunderbolts of Fate

### comme acteur
- 1915 : At the Stroke of the Angelus
- 1915 : Tangled Paths
- 1915 : The Little Orphans : Levy, the Pawnbroker
- 1916 : Little Miss Nobody
- 1919 : Crimson Shoals : Voberntz
- 1926 : The Belle of Broadway de Harry O. Hoyt

### comme producteur
- 1917 : The Warfare of the Flesh
- 1917 : The Weavers of Life
- 1919 : Thunderbolts of Fate

### comme directeur de la photographie
- 1916 : A Daughter of the Gods

### comme scénariste
- 1913 : Kelly from the Emerald Isle